# Tous les moyens sont bons (film)
Pour plus de détails, voir Fiche technique et Distribution.
Tous les moyens sont bons (Wir können auch anders...) est un film allemand réalisé par Detlev Buck, sorti en 1993.

## Synopsis
Deux frères illettrés doivent traverser l'Allemagne pour récupérer un héritage.

## Fiche technique
- Titre : Tous les moyens sont bons
- Titre original : Wir können auch anders...
- Réalisation : Detlev Buck
- Scénario : Detlev Buck et Ernst Kahl d'après son livre
- Musique : Detlef Petersen
- Photographie : Roger Heeremann
- Montage : Peter R. Adam
- Production : Claus Boje et Martin Wiebel
- Société de production : Boje Buck Produktion
- Pays :  Allemagne
- Genre : Comédie
- Durée : 92 minutes
- Dates de sortie : 
  - Allemagne : 1er avril 1993

## Distribution
- Joachim Król : Rudi Kipp dit « Kipp »
- Horst Krause : Moritz Kipp dit « Most »
- Konstantin Kotljarov : Viktor
- Sophie Rois : Nadine
- Heinrich Giskes : le détective

## Distinctions
Le film a été présenté en sélection officielle en compétition lors de Berlinale 1993.